# Kovalivka, Svatove
Kovalivka (în ucraineană Ковалівка) este localitatea de reședință a comunei Kovalivka din raionul Svatove, regiunea Luhansk, Ucraina.

## Demografie
Componența lingvistică a localității Kovalivka
     Ucraineană (95,85%)
     Rusă (1,84%)
     Alte limbi (0,23%)
Conform recensământului din 2001, majoritatea populației localității Kovalivka era vorbitoare de ucraineană (95,85%), existând în minoritate și vorbitori de rusă (1,84%).